# 골약초등학교
골약초등학교는 대한민국 전라남도 광양시 황길동에 있는 공립 초등학교이다.

## 학교 연혁
- 1921년 10월 4일 하포공립보통학교(4년제) 개교
- 1934년 4월 1일 6년제 개편
- 1938년 4월 1일 골약공립심상소학교로 개칭[1]
- 1941년 4월 1일 골약공립국민학교로 개칭[2]
- 1949년 12월 31일 골약국민학교로 개칭[3]
- 1996년 3월 1일 골약초등학교로 개칭[4]
- 2020년 2월 14일 제97회 졸업장 수여 총11명(졸업자수: 4,330명)
- 2020년 9월 1일 제35대 정종희 교장 부임
- 2021년 2월 19일 제98회 졸업장 수여 총10명(졸업자수: 4,340명)
- 2021년 10월 4일 개교 100주년

## 학교 상징
- 교화 - 동백 : 사랑, 협동, 봉사
- 교목 - 소나무 : 인내, 의지, 끈기
- 교색 - 녹색 : 평화, 우애, 건강

## 참고 자료
- 골약초등학교 - 한국교육학술정보원 학교알리미